# Ancylistes pfeifferi
Ancylistes pfeifferi är en svampart som beskrevs av Beck 1897. Ancylistes pfeifferi ingår i släktet Ancylistes och familjen Ancylistaceae. Inga underarter finns listade i Catalogue of Life.